# Prosoplus bialbomaculatus
Prosoplus bialbomaculatus är en skalbaggsart som beskrevs av Stefan von Breuning 1959. Prosoplus bialbomaculatus ingår i släktet Prosoplus och familjen långhorningar. Inga underarter finns listade i Catalogue of Life.